# جون كارتر (لاعب كرة قدم أمريكية)
جون كارتر (بالإنجليزية: Jon Carter)‏ هو لاعب كرة قدم أمريكية أمريكي، ولد في 12 مارس 1965 في لوس أنجلوس في الولايات المتحدة.

## وصلات خارجية
- جون كارتر على موقع مرجع كرة القدم المحترفة.كوم (الإنجليزية)